# Olympe de Gouges

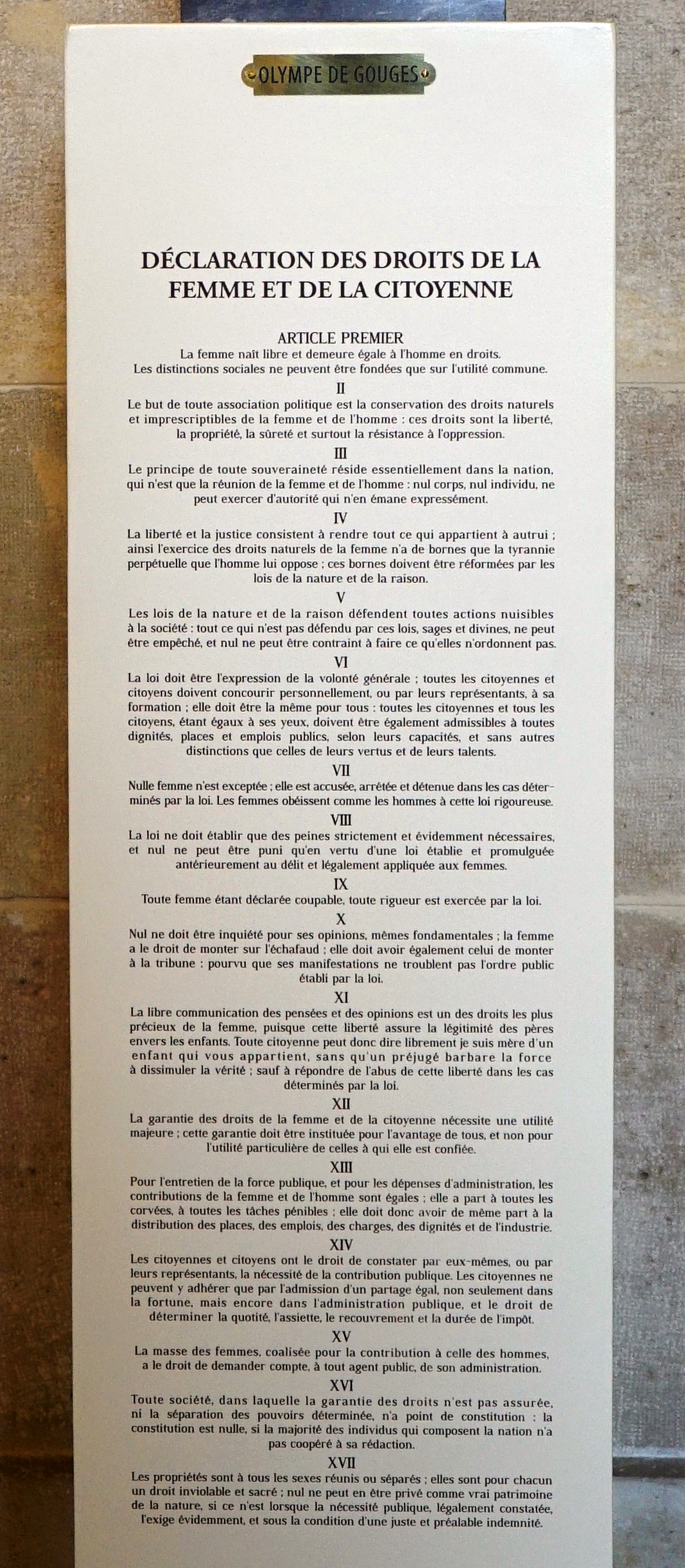
A declaração de Olympe de Gouges numa placa de mármore no Palácio Bourbon.

Olympe de Gouges, pseudônimo de Marie Gouze (Montauban, 7 de maio de 1748 – Paris, 3 de novembro de 1793) foi uma dramaturga, ativista política, feminista e abolicionista francesa de importante atuação na Revolução Francesa.
Os escritos feministas de sua autoria alcançaram enorme audiência. Foi uma defensora da democracia e dos direitos das mulheres. Na sua obra Declaração dos Direitos da Mulher e da Cidadã (em francês: Déclaration des droits de la femme et de la citoyenne) de setembro de 1791, opôs-se ao patriarcado da época e ao modo pelo qual a relação entre homem e mulher se expressava na Declaração dos Direitos do Homem e do Cidadão, durante a Revolução Francesa. Devido aos seus escritos e atitudes pioneiras, foi guilhotinada.

## Vida
Marie Gouze nasceu em uma família pequena e burguesa em 1748 em Montauban, Tarn-et-Garonne, no sudoeste da França. Seu pai era açougueiro, sua mãe, lavadeira. Entretanto, ela acreditava ser filha legítima de Jean-Jacques Lefranc; a rejeição no reconhecimento dessa paternidade influenciou sua defesa apaixonada dos direitos das crianças ilegítimas.

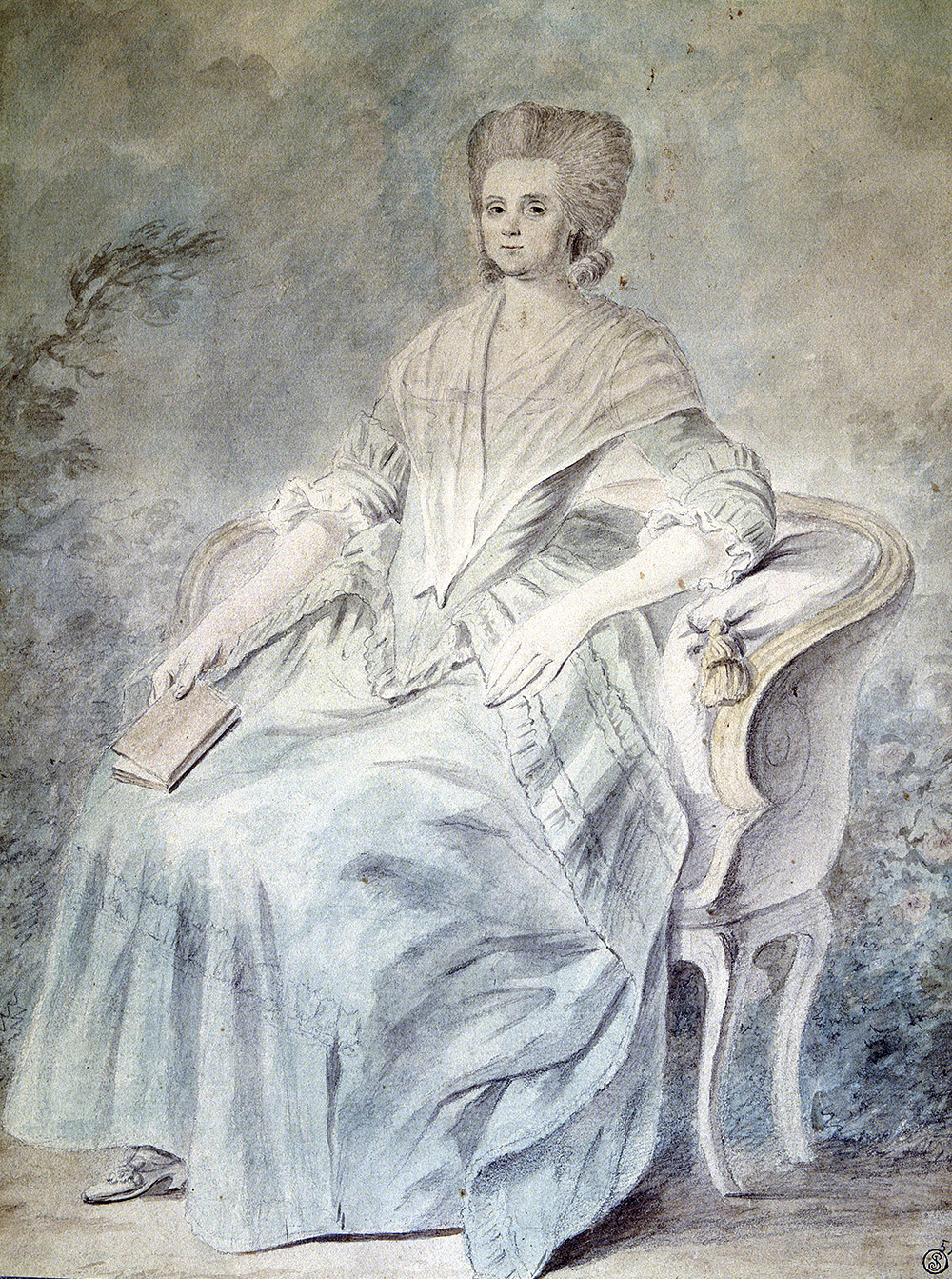
Olympe de Gouges.

Casou-se jovem em 1765 com Louis Aubry de quem teve um filho, Pierre. Ficou viúva logo depois e, em 1770, transferiu-se para Paris onde adotou o pseudônimo de Olympe des Gouges (nome em que é conhecida hoje).
Pelas pinturas remanescentes, era uma mulher de notável beleza. Em torno de 1784 (ano da morte de seu pai biológico), começou a escrever ensaios, manifestos e iniciou ações de cunho social.
Em 1774, escreveu uma peça de teatro antiescravagista L'Esclavage des Nègres. Pelo fato de ser sido escrito por uma mulher e do assunto controvertido, tal obra somente foi publicada em 1789, no início da Revolução Francesa. Mesmo assim, Olympe demonstrou sua combatividade na luta incessante, porém, sem sucesso, pela encenação da peça. Ao mesmo tempo, escreveu obras feministas relacionadas aos temas dos direitos ao divórcio e às relações sexuais fora do casamento.
Como apaixonada advogada dos direitos humanos, Olympe de Gouges abraçou com destemor e alegria a deflagração da Revolução. Mas logo se desencantou com a constatação de que a égalité (direitos iguais) da Revolução não incluía as mulheres no que se refere à igualdade de direitos.
Em 1791 ela ingressou no Cercle Social — uma associação cujo objetivo principal era a luta pela igualdade dos direitos políticos e legais para as mulheres. Reunia-se na casa da conhecida defensora dos direitos das mulheres Sophie de Condorcet. Foi aí que Olympe expressou pela primeira vez sua famosa assertiva: "a mulher tem o direito de subir ao cadafalso; ela deve igualmente ter o direito de subir à Tribuna".
No mesmo ano, em resposta à Declaração dos Direitos do Homem e do Cidadão, ela escreveu a Declaração dos Direitos da Mulher e da Cidadã. Logo depois, escreveu o Contrato Social, nome inspirado na famosa obra de Jean-Jacques Rousseau, propondo o casamento com relações de igualdade entre os parceiros.
Por se envolver ativamente nas questões que lhes pareciam injustas, como a condenação à morte de Luís XVI, por ser contra a pena de morte, e desapontada em suas expectativas, passou a escrever com mais e mais veemência. Em 2 de junho de 1793, os Jacobinos prenderam os Girondinos e seus aliados, enviando-os em seguida à guilhotina. Nesse mesmo ano, Olympe escreveu a peça Les trois urnes, ou le salut de la Patrie, par un voyageur aérien e, por causa dela, foi presa. A peça demandava a realização de um plebiscito para escolher uma das três formas potenciais de governo: República indivisível, Governo federalista e Monarquia constitucional. Os Jacobinos, que já haviam executado uma rainha, não estavam dispostos a tolerar a defesa dos direitos das mulheres: exilaram Sophie de Condorcet e, um mês depois, em 2 de novembro de 1793, guilhotinaram Olympe de Gouges. Fundou o clube das tricoteuses.

## Obras
O pensamento de Olympe de Gouges regista um momento em que o arqueofeminismo parecia caminhar para seu objetivo de devolver às mulheres os direitos dos quais haviam sido privadas por uma longa dominação masculina. Em suas obras, que vão desde escritos políticos e manifestos, até peças de teatro, onde teve mais destaque, há uma clara defesa àqueles que, de alguma forma, eram considerados ilegítimos na sociedade. Com seu pai, o importante dramaturgo Lefranc de Pompignan como padrinho, Olympe de Gouges teve uma ampla recepção nos teatros parisienses. Suas peças eram verdadeiros panfletos políticos, que denunciavam desde a exploração dos escravos (L'esclave des noirs, 1785; Le marché des noirs, 1790), até o confinamento das mulheres (Le Couvent ou les væux forcés, 1790), além de incentivar o patriotismo (Les Démocrates et les Aristocrates; Le Temps et la liberté, 1790). Como filósofa, Olympe de Gouges não elaborou grandes conceitos e apesar de seu aparente pioneirismo, de Gouges não estava sozinha enquanto dramaturga — estavam junto a ela Théroigne de Méricourt (1762-1817), Sophie de Grouchy (1764-1822), Etta Palm d’Aelders (1743-1799), Claire Lacombe (1765-1809) e muitas outras. As mulheres, assim como Gouges assistiam os debates da Assembleia Constituinte para extrair conteúdo para suas peças.

### Declaração dos Direitos da Mulher
Em um de seus principais escritos, a Declaração dos Direitos da Mulher (1791), Olympe de Gouges reivindicou através de uma espécie de releitura irônica à Declaração dos Direitos do Homem e do Cidadão a igualdade em direitos da mulher e do homem, denunciando o encobrimento provocado pelo termo “Homens”, o qual, teoricamente nesse caso, funcionaria como sinônimo de humanidade. Para Olympe de Gouges, os direitos negligenciados pelos quais ela escreve a Declaração são frutos de um “império tirânico” de opressão do homem, que, ao contrário dos animais e do resto da natureza, costurou para si uma exceção a esse comportamento natural de cooperação harmoniosa entre os sexos. A declaração, ao conferir exclusivamente à nação a soberania, reforça também a igualdade entre os sexos, visto que nenhum indivíduo poderia exercer autoridade que não fosse imediatamente ligada à nação.
Apesar de confiar na Revolução Francesa e enxergar em seu advento a inauguração de um novo momento em que os direitos humanos funcionariam de forma plena e sem distinção de gênero ou raça, de Gouges, em alinhamento aos Girondinos mais moderados, era partidária de que se estabelecesse uma monarquia constitucional opondo-se ao estado republicano e, posteriormente, à morte de Luís XVI. Em seu Epílogo à Declaração do Direito da Mulher, entretanto, de Gouges convoca as mulheres francesas a se questionarem quais foram as vantagens que obtiveram na revolução. No seu entendimento, “revolução não significaria um ato de violência, mas uma mudança de consciência”. Assim, de Gouges afirma em sua carta à Rainha Marie Antoinette, a quem dedicou A Declaração dos Direitos das Mulheres que “essa revolução só acontecerá quando todas as mulheres tiverem consciência de seus destinos deploráveis, e dos direitos que elas perderam na sociedade”. Para de Gouges, portanto, era necessária uma revolução filosófica, digna dos princípios sagrados da humanidade. 

## Homenagens recentes
Em 6 de março de 2004, em Paris, uma praça foi denominada como Place Olympe de Gouges. A praça foi inaugurada pelo prefeito da região, Pierre Aidenbaum, juntamente com a primeira vice-prefeita de Paris, Anne Hidalgo. Na ocasião a atriz Véronique Genest leu um trecho da Declaração dos Direitos da Mulher.
Em 2007, a candidata presidencial francesa, Ségolène Royal expressou o desejo de que os restos mortais de Gouges fossem movidos para o Panteão. No entanto, seu corpo permanece, como os das outras vítimas do regime de terror, perdido devido ao sepultamento em covas comuns, de modo que qualquer enterro (como o de Condorcet) seria cerimonial.

## Obras

### Teatro
- Zamore et Mirza, ou l'Heureux naufrage, 1784.
- Le Mariage inattendu de Chérubin, Séville et Paris, Cailleau, 1786.
- L'Homme généreux, Paris, chez l’auteur, Knapen et fils, 1786.
- Le Philosophe corrigé ou le cocu supposé, Paris, 1787.
- Molière chez Ninon, ou le siècle des grands hommes, 1788.
- Bienfaisance, ou la bonne mère suivi de La bienfaisance récompensée, 1788.
- Œuvres de Madame de Gouges, dedicadas a Monsenhor Duque de Orleans, 2 volumes, Paris, no autor e Cailleau, (fevereiro) 1788 (coleção das primeiras peças impressas com prefácios e posfácios, incluindo Zamore et Mirza e Réflexions sur les hommes nègres).
- Œuvres de Madame de Gouges, dedicadas a Monsenhor o Príncipe de Condé, 1 tomo, Paris, com o autor e Cailleau, setembro de 1788.
- Le Marché des Noirs, manuscrito depositado e lido na Comédie-Française, 1790.
- Le Nouveau Tartuffe, ou l'école des jeunes gens, manuscrito depositado e lido na Comédie-Française, 1790.
- Les Démocrates et les aristocrates, ou les curieux du champ de Mars, 1790.
- La Nécessité du divorce, manuscrito mantido na Biblioteca Nacional, 1790.
- Le Couvent, ou les vœux forcés Paris, viúva Duchesne, viúva Bailly e mercadores de novidades, outubro de 1790
- Le Marché des Noirs, manuscrito, dezembro 1790.
- Mirabeau aux Champs Élysées, Paris, Garnery, 1791.
- L’Esclavage des Noirs, ou l'heureux naufrage, Paris, a viúva Duchesne, a viúva Bailly e os mercadores de novidades, 1792.
- La France sauvée, ou le tyran détrôné, manuscrito, 1792.
- L'Entrée de Dumouriez à Bruxelles, ou les vivandiers, 1793.

### Escritos políticos (brochuras, cartazes, artigos, discursos, cartas)
- Réflexions sur les hommes nègres, 1788.
- Lettre au Peuple ou projet d’une caisse patriotique, par une citoyenne, setembro 1788.
- Remarques patriotiques par la Citoyenne auteur de la Lettre au peuple, Paris, dezembro 1788.
- Le Bonheur primitif de l’homme, ou les rêveries patriotiques, Amsterdam et Paris, Royer, 1789.
- Dialogue allégorique entre la France et la Vérité', dédié aux États Généraux, (abril) 1789.
- Le Cri du sage, par une femme, Paris, (maio) 1789.
- Avis pressant, ou Réponse à mes calomniateurs, Paris, (maio) 1789.
- Pour sauver la patrie, il faut respecter les trois ordres, c’est le seul moyen de conciliation qui nous reste, Paris, junho de 1789.
- Mes vœux sont remplis, ou Le don patriotique, par Madame de Gouges, dédié aux États généraux, Paris, junho de 1789.
- Discours de l’aveugle aux Français, par Madame de Gouges, Paris, 24 junho de 1789.
- Lettre à Monseigneur le duc d’Orléans, premier prince du sang, Paris, julho de 1789.
- Séance royale. Motion de Mgr le duc d’Orléans, ou Les songes patriotiques, dédié à Mgr le duc d’Orléans, par Madame de Gouges, 11 de julho de 1789.
- L’Ordre national, ou le comte d’Artois inspiré par Mentor, dédié aux États généraux, Paris, julho-agosto de 1789.
- Lettre aux représentants de la Nation, Paris, L. Jorry, (setembro) 1789 (“O dia não é mais puro que o fundo do meu coração”).
- Action héroïque d’une Française, ou la France sauvée par les femmes, par Mme de G…, Paris, 10 de setembro de 1789.
- Le Contre-poison, avis aux citoyens de Versailles, Paris, outubro de 1789.
- Lettre aux rédacteurs de la Chronique de Paris, 20 dezembro de 1789.
- Réponse au Champion américain, ou Colon très aisé à connaître [archive], Paris, 18 de janeiro de 1790.
- Lettre aux littérateurs français, par Madame de Gouges, Paris, fevereiro de 1790.
- Les Comédiens démasqués, ou Madame de Gouges ruinée par la Comédie française pour se faire jouer, Paris, 1790.
- Départ de M. Necker et de Mme de Gouges, ou Les adieux de Mme de Gouges aux Français, Paris, 24 de abril de 1790.
- Projet sur la formation d’un tribunal populaire et suprême en matière criminelle, présenté par Mme de Gouges le 26 mai 1790 à l’Assemblée nationale, Paris, Patriote français, 1790.
- Bouquet national dédié à Henri IV, pour sa fête, Paris, julho de 1790.
- Œuvres de Madame de Gouges, Paris, 1790 (coleção fictícia de escritos políticos de 1788 a 1790).
- Le Tombeau de Mirabeau, abril de 1791.
- Adresse au roi, adresse à la reine, adresse au prince de Condé, Observations à M. Duveyrier sur sa fameuse ambassade, par Mme de Gouges, Paris, (maio) 1791.
- Sera-t-il roi ne le sera-t-il pas?, par Madame de Gouges Paris, junho de 1791.
- Observations sur les étrangers, 1791.
- Repentir de Madame de Gouges, Paris, segunda-feira 5 de setembro de 1791.
- Les Droits de la femme. À la reine, signé « de Gouges ». Déclaration des droits de la femme et de la citoyenne, setembro 1791.
- Le Prince philosophe (conto oriental), Paris, Briand, 1792.
- Le Bon Sens du Français, 17 de fevereiro de 1792.
- Lettre aux rédacteurs du Thermomètre du Jour, 1º de março de 1792
- L’Esprit français ou problème à résoudre sur le labyrinthe de divers complots, par madame de Gouges, Paris, veuve Duchesne, 22 de março de 1792.
- Le Bon Sens français, ou L’apologie des vrais nobles, dédié aux Jacobins, Paris, 15 de abril 1792.
- Grande éclipse du soleil jacobiniste et de la lune feuillantine, pour la fin d’avril ou dans le courant du mois de mai, par la LIBERTE, l’an IVe de son nom, dédié à la Terre (abril) 1792.
- Lettre aux Français, abril 1792.
- Lettres à la reine, aux généraux de l’armée, aux amis de la constitution et aux Française citoyennes. Description de la fête du 3 juin, par Marie-Olympe de Gouges, Paris, société typographique aux Jacobins Saint-Honoré, 1792.
- Œuvres de Madame de Gouges, 2 vol., Paris, veuve Duchesne (textos e teatro político de 1791 e 1792).
- Pacte national par marie-Olympe de Gouges, adressé à l’Assemblée nationale 5 de julho de 1792.
- Lettre au Moniteur sur la mort de Gouvion, 15 de julho de 1792.
- Aux Fédérés, 22 de julho de 1792.
- Le Cri de l’innocence (setembro) 1792.
- La Fierté de l’innocence, ou le Silence du véritable patriotisme, par Marie-Olympe de Gouges (setembro) 1792.
- Les Fantômes de l’opinion publique. L’esprit qu’on veut avoir gâte celui qu’on a, Paris, (outubro) 1792.
- Réponse à la justification de Maximilien Robespierre, adressé à Jérôme Pétion, par Olympe de Gouges, 1792.
- Pronostic sur Maximilien Robespierre, par un animal amphibie (signé « Polyme »), 5 novembro de 1792.
- Correspondance de la Cour. Compte moral rendu et dernier mot à mes chers amis, par Olympe de Gouges, à la Convention nationale et au peuple, sur une dénonciation faite contre son civisme aux Jacobins par le sieur Bourdon, Paris, novembro de 1792.
- Mon dernier mot à mes chers amis, dezembro de 1792.
- Olympe de Gouges défenseur officieux de Louis Capet, de l’imprimerie de Valade fils aîné, rue Jean-Jacques Rousseau, 18 de janeiro de 1793.
- Adresse au don Quichotte du Nord, par Marie-Olympe de Gouges, Paris, Imprimerie nationale, 1792.
- Arrêt de mort que présente Olympe de Gouges contre Louis Capet, Paris, 18 Janeiro de 1793.
- Complots dévoilés des sociétaires du prétendu théâtre de la République, Paris, Janeiro de 1793.
- Olympe de Gouges à Dumouriez, général des armées de la République française, Paris, 22 de janeiro de 1793.
- Avis pressant à la Convention, par une vraie républicaine, Paris, 20 de março de 1793.
- Testament politique d’Olympe de Gouges, 4 de junho de 1793.
- Œuvres de Madame de Gouges, 2 volumes, Paris, 1793 (escritos políticos de 1792 e 1793).
- Les Trois Urnes, par un voyageur aérien, (19 de julho) 1793.
- Olympe de Gouges au Tribunal révolutionnaire, publicado na primeira quinzena de agosto de 1793.
- Une patriote persécutée, à la Convention nationale, signé « Olympe de Gouges », 21 de setembro de 1793.

### Edições modernas
- Benoîte Groult, Ainsi soit Olympe de Gouges : la Déclaration des droits de la femme et autres textes politiques, Paris, Grasset, 2013, 205 p. (ISBN 978-2-253-17750-0)
- Écrits politiques, présentés par Olivier Blanc, vol. I (1789-1791), vol. II (1792-1793), Paris, Éditions Côté Femmes, 1993.
- Théâtre politique, « Préface » de Gisela Thiele-Knobloch, Paris, Côté Femmes Éditions, 2 vol., 1991 (ISBN 2-907883-34-8) et 1993 (ISBN 2-907883-59-3).
- Œuvres complètes, dois volumes apresentados por Félix-Marcel Castan, Montauban, Éditions Cocagne:
  - Volume I Théâtre.
  - Volume II Philosophie.
- Déclaration des droits de la femme et de la citoyenne, Paris, Mille et une nuits, (ISBN 2842057465).
- Femme, réveille-toi ! : Déclaration des droits de la femme et de la citoyenne et autres écrits (préf. Martine Reid), Paris, Gallimard, coll. « Folio 2€ », 2014, 99 p. (ISBN 978-2-07-045742-7)
- Zamor et Mirza édition com prefácio de 1792, Paris, Éditions Côté Femmes, 1989, 1989, apresentado por Eleni Varikas.
- Olympe de Gouges, Œuvres présentées par Benoîte Groult, Paris, Mercure de France, 1986.